# 対襲撃部隊
対襲撃部隊（英：Counter Assault Team、CAT）は、アメリカ合衆国大統領を保護するために大統領警護部に時間稼ぎなどの戦術的支援を提供するアメリカ合衆国シークレットサービスの特殊部隊である。これは、大統領を攻撃から守り、大統領を安全な場所に避難させることを任務とする大統領警護部とは対照的である。CATはまた、会場や国家特別警備イベントにおいて、他の指定被保護者に戦術的支援を提供することもできる。

## 概要
対襲撃部隊は1979年にシークレットサービスの警護作戦局の隷下部隊として活動を開始した。大統領直属の対襲撃部隊は大統領のコードネームの前に「ホークアイ」を付ける。ホークアイは大統領直属の対襲撃部隊割り当てられた呼称であり、その後に大統領のシークレット・サービスのコードネームが続く。例えば、オバマ大統領の対襲撃部隊のコードネームは「ホークアイ・レネゲード」である。

## 歴史
1979年以前、シークレットサービスが危険度の高い要人を護送する車両には、「マッスルカー」として知られる大型セダンがあり、サブマシンガンで武装したシークレットサービスの特別捜査官が5、6人同乗していた。この "マッスルカー "チームは、通常の警護任務とは異なり、現地のシークレットサービス事務所に勤務する特別捜査官から集められた臨時部隊であった。この部隊は、VIPの車列に対する攻撃があった場合、要人の車両が追跡されたり封鎖されたりすることなく脱出できるように、攻撃元に対して制圧射撃の弾幕を敷くよう指示されていた。
1979年、シークレットサービスは特別な訓練を受けたオペレーターを常駐させ、対襲撃部隊を正式化した。
レーガン大統領暗殺未遂事件の後、「ホークアイ」と呼ばれるようになった対襲撃部隊が大統領警護任務に専任された。ホークアイに配属された特別捜査官は、2012年の米州サミット売春スキャンダルに関与していた。
2024年7月13日、ペンシルベニア州バトラーの西に位置するメリディアンで行われた集会で、前大統領のドナルド・トランプを標的とした暗殺未遂事件では、犯人を対襲撃部隊のカウンター・スナイパーによって殺害した。これが対襲撃部隊による最初の戦歴となった。

## 任務

### 選抜と訓練
対襲撃部隊の隊員は、ジョージア州グリンコにある連邦法執行訓練センターで8ヶ月の初期コースを修了したシークレットサービスの特別捜査官であり、シークレットサービスに少なくとも数年間勤務し、優秀な成績を収めた者である。選抜されると、隊員ははさらに7週間、対待ち伏せ戦術や近接戦闘を含む専門訓練を受ける。対襲撃部隊への応募は競争制で、20kgのウェイトベストを着用して懸垂を3回、2.4kmを9分以内で走ることが入隊のための身体的条件となっている。応募者の約10％が最終的に対襲撃部隊の隊員となれる。

### 装備
通常、対襲撃部隊の隊員の服装を黒はトップスとタンのパンツに統制される。通常の隊員は、SR-16ライフル、グロック17、閃光手榴弾を装備している

### 警護・警備
対襲撃部隊は警護車列の一部に常に展開している。VIP、VIPの車両、または警備している場所が複数の襲撃者に襲われた場合、対襲撃部隊は襲撃者と交戦し時間稼ぎを行うことで、要人を安全な場所に退避させる役割を担う。
前述の大統領直属の対襲撃部隊、ホークアイは米国大統領の車列の一部として行動する場合、大統領専用車の数台分後方の車両で移動する。